# Cupa Alpilor
Coppa delle Alpi (tradusă ca Cupa Alpilor) a fost un turneu amical de fotbal, organizat mai întâi de liga națională italiană așa cum a început în 1960 și apoi au fost ajutați de Liga Elvețiană din 1962, din motivul că majoritatea Alpilor se află în Elveția. Această competiție a avut loc din 1960 până în 1987.
În edițiile anilor 1960 și 1961, clasamentul a fost întocmit prin adăugarea punctelor echipelor italiene și elvețiene. Turneul a fost câștigat de federația italiană în ambele ediții, iar echipelor care l-au reprezentat au primit o cupă de dimensiuni reduse (A.S. Roma, Catania Calcio, Hellas Verona F.C.,  Catanzaro Calcio, Triestina, U.S. Città di Palermo, Napoli Calcio și Alessandria Calcio în 1960 și S.S. Lazio, Fiorentina, A.C. Monza Brianza 1912, Pro Patria Calcio, A.C. Reggiana 1919, Parma F.C., Lecco Calcio și Brescia Calcio în 1961).

## Istoric

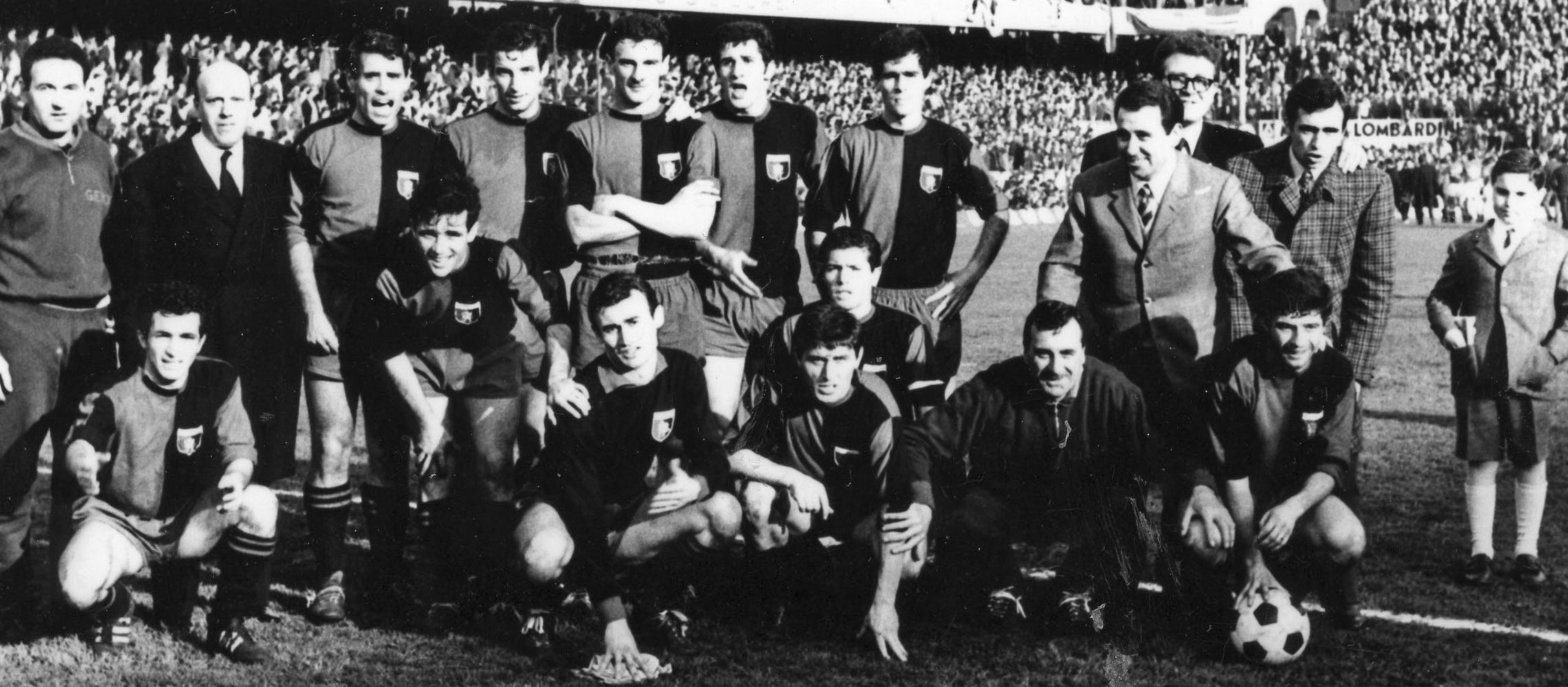
Genova sărbătorește triumful în ediția din 1962

- 1960-61: competiție între echipele selecționate din ligile italiene și elvețiene.
- 1962-66: competiție între echipele  italiene și  elvetiene.
- 1967-68: competiție între echipele  germane,  italiene și  elvetiene.
- 1969-71: competiție între echipele  italiene și  elvetiene.
- 1972-87: competiție între echipele  franceze și  elvetiene.

## Lista finalelor
| An   | Campion                  | Scor                | Finalist                        | Stadion             |
| ---- | ------------------------ | ------------------- | ------------------------------- | ------------------- |
| 1960 | Serie A selection        |                     | Swiss National League selection | Played in Groups    |
| 1961 | Serie A selection        |                     | Swiss National League selection | Played in Groups    |
| 1962 | Genoa C.F.C.             | 1–0                 | CF Grenoble 1892                | Genoa               |
| 1963 | Juventus F.C.            | 3–2                 | Atalanta B.C.                   | Genève              |
| 1964 | Genoa C.F.C.             | 2–0                 | Calcio Catania                  | Bern                |
| 1965 | Tournament Not Held      | Tournament Not Held | Tournament Not Held             | Tournament Not Held |
| 1966 | SSC Napoli               |                     | Juventus F.C.                   | Played in Groups    |
| 1967 | Eintracht Frankfurt      |                     | TSV 1860 München                | Played in Groups    |
| 1968 | FC Schalke 04            | 3–1†                | FC Basel                        | Basel               |
| 1969 | FC Basel                 | 3–1                 | Bologna F.C. 1909               | Basel               |
| 1970 | FC Basel                 | 3–2                 | ACF Fiorentina                  | Basel               |
| 1971 | SS Lazio                 | 3–1                 | FC Basel                        | Basel               |
| 1972 | Nîmes Olympique          | 7–2                 | FC Girondins de Bordeaux        | Nîmes               |
| 1973 | Servette FC              | 1–0                 | Lausanne Sports                 | Genève              |
| 1974 | BSC Young Boys           | 2–1                 | FC Basel                        | Basel               |
| 1975 | Servette FC              | 3–0                 | FC Basel                        | Genève              |
| 1976 | Servette FC              | 2–1                 | Nîmes Olympique                 | Genève              |
| 1977 | Stade Reims              | 3–1                 | SC Bastia                       | Reims               |
| 1978 | Servette FC              | 4–0                 | Lausanne Sports                 | Genève              |
| 1979 | AS Monaco                | 3–1                 | FC Metz                         | Metz                |
| 1980 | FC Girondins de Bordeaux | 3–0                 | Nîmes Olympique                 | Bordeaux            |
| 1981 | FC Basel                 | 2–2                 | FC Sochaux-Montbéliard          | Basel               |
| 1982 | FC Nantes Atlantique     | 1–0                 | Neuchâtel Xamax                 | Neuchâtel           |
| 1983 | AS Monaco                | 2–1                 | AJ Auxerre                      | Monaco              |
| 1984 | AS Monaco                | 2–0                 | Grasshopper Club Zürich         | Zürich              |
| 1985 | AJ Auxerre               | 1–0                 | AS Monaco                       | Auxerre             |
| 1986 | Tournament Not Held      | Tournament Not Held | Tournament Not Held             | Tournament Not Held |
| 1987 | AJ Auxerre               | 3–1                 | Grasshopper Club Zürich         | Auxerre             |

1. ↑  Selection consisting of player from teams as Alessandria, Catania, Catanzaro, Hellas Verona, Napoli, Palermo, Roma and Triestina
2. ↑  Selection consisting of player from teams as Brescia, Fiorentina, Lazio, Lecco, Monza, Parma, Pro Patria and Reggiana

| †             | Meciul a fost câștigat în timpul prelungiri                         |
| double-dagger | Meciul a fost câștigat la o Lovituri de departajare după prelungiri |

## Performante

### Pe cluburi
| Club                | Campion | Finalist | Anii câștigători       | Anii ca finaliști      |
| ------------------- | ------- | -------- | ---------------------- | ---------------------- |
| Servette            | 4       | -        | 1973, 1975, 1976, 1978 | –                      |
| Basel               | 3       | 4        | 1969, 1970, 1981       | 1968, 1971, 1974, 1975 |
| AS Monaco           | 3       | 1        | 1979, 1983, 1984       | 1985                   |
| Auxerre             | 2       | 1        | 1985, 1987             | 1983                   |
| Genoa               | 2       | -        | 1962, 1964             | –                      |
| Nîmes               | 1       | 2        | 1972                   | 1976, 1980             |
| Juventus            | 1       | 1        | 1963                   | 1966                   |
| Bordeaux            | 1       | 1        | 1980                   | 1972                   |
| Napoli              | 1       | -        | 1966                   | –                      |
| Eintracht Frankfurt | 1       | -        | 1967                   | –                      |
| Schalke 04          | 1       | -        | 1968                   | –                      |
| Lazio               | 1       | -        | 1971                   | –                      |
| Young Boys          | 1       | -        | 1974                   | –                      |
| Stade Reims         | 1       | -        | 1977                   | –                      |
| Nantes              | 1       | -        | 1982                   | –                      |
| Lausanne Sports     | -       | 2        | –                      | 1973, 1978             |
| Grasshoppers        | -       | 2        | –                      | 1984, 1987             |
| Grenoble            | -       | 1        | –                      | 1962                   |
| Atalanta            | -       | 1        | –                      | 1963                   |
| Catania             | -       | 1        | –                      | 1964                   |
| 1860 Munich         | -       | 1        | –                      | 1967                   |
| Bologna             | -       | 1        | –                      | 1969                   |
| Fiorentina          | -       | 1        | –                      | 1970                   |
| Bastia              | -       | 1        | –                      | 1977                   |
| Metz                | -       | 1        | –                      | 1979                   |
| Sochaux             | -       | 1        | –                      | 1981                   |
| Neuchâtel Xamax     | -       | 1        | –                      | 1982                   |

### Pe natiuni
| Natiunea | Câștigători | Finaliști |
| -------- | ----------- | --------- |
| Franța   | 9           | 9         |
| Elveția  | 8           | 11        |
| Italia   | 7           | 5         |
| Germania | 2           | 1         |

## Cupa Alpilor pentru amatori
În 1998 competiția a fost reluată (folosind același nume), dar cu echipe de amatori din Italia, Elveția, Franța (și Belgia în 2004 și 2005). În fiecare an la Geneva are loc un turneu neoficial cu câte 8 echipe cu câte 15 amatori jucați pentru primul loc.

### Datele
- 1998: reluarea competiției cu cluburi de amatori între echipele  italiene,  franceze și  elvețiene.
- 2004-05: o echipă din Belgia a intrat în competiție.